# 蒙马乌
蒙马乌（法語：Montmahoux，法語發音：[mɔ̃ma.u]）是法国杜省的一个市镇，属于贝桑松区。

## 地理
蒙马乌（46°59'0"N, 6°2'3"E）面积6.52 平方千米，位于法国勃艮第-弗朗什-孔泰大區杜省，该省份为法国东部内陆省份，北起上索恩省，西接汝拉省，东部及东南部与瑞士接壤，东北部与贝尔福地区省接壤。
与蒙马乌接壤的市镇（或旧市镇、城区）包括：克鲁泽米热特、代塞尔维莱尔、热夫勒桑、楠苏圣安娜、勒维耶。

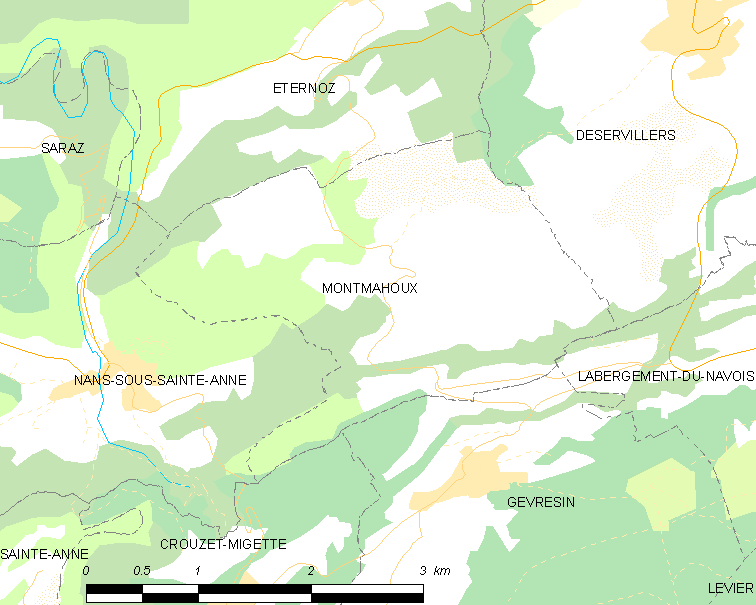
蒙马乌的OSM定位图

蒙马乌的时区为UTC+01:00、UTC+02:00（夏令时）。

## 行政
蒙马乌的邮政编码为25270，INSEE市镇编码为25404。

## 政治
蒙马乌所属的省级选区为奥尔南县。

## 人口

1962-2008年间蒙马乌人口变化图示

蒙马乌于2022年1月1日时的人口数量为91人。